# Salto salvaje
En programación, salto salvaje (más conocido por su nombre en inglés wild branch) es el caso donde la dirección de destino de GOTO es indeterminada, aleatoria o no se puede especificar. Es normalmente el resultado de un error de software causando la corrupción de un puntero o un array. Es "salvaje" en el sentido de que no se puede predecir o comportarse de forma coherente. La detección de saltos salvajes es frecuentemente difícil, se identifican normalmente por resultados erróneos (donde la dirección de destino no deseado es sin embargo una instrucción válida que permite que el programa continúe a pesar del error) o una interrupción de hardware, que pueden variar dependiendo del contenido de los registros. Los depuradores y programas de monitorización tales como simuladores de conjunto de instrucciones a veces se pueden utilizar para determinar la ubicación original del salto salvaje.